# Pássaro-gato-cinzento

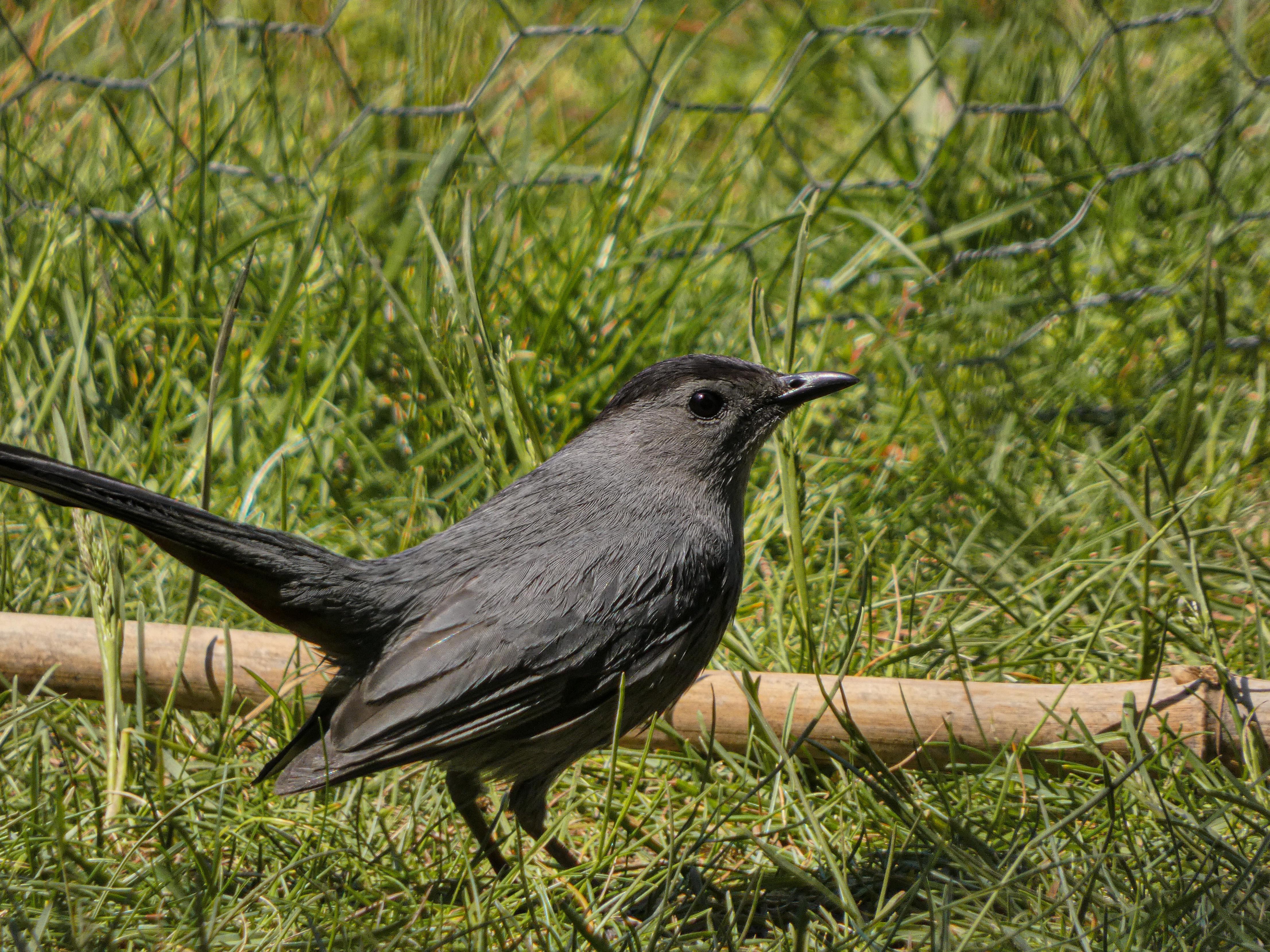
Um pássaro-gato-cinzento na grama.

O pássaro-gato-cinzento (Dumetella carolinensis) é uma ave de médio porte da América do Norte e da América Central, fazendo parte da ordem dos Passeriformes e da família Mimidae. É o único membro do gênero Dumetella. Como o Melanoptila glabrirostris, está entre as linhagens basais da família Mimidae, provavelmente um parente mais próximo do grupo de sabiás e tremedores do Caribe do que dos sabiás do gênero Toxostoma [en].

## Taxonomia
O nome Dumetella é baseado no termo em latim dūmus (“moita espinhosa”); portanto, significa aproximadamente “pequeno morador dos espinheiros” ou “pequeno pássaro dos espinheiros”. Refere-se ao hábito da espécie de cantar quando está escondida na vegetação rasteira. O nome específico carolinensis é a palavra em neolatim para “das Carolinas”.
A espécie foi descrita pela primeira vez por Lineu em sua edição de 1766 do Systema naturae. Seu nome original Muscicapa carolinensis refletia a crença, muito difundida na época, de que o pássaro-gato-cinzento era uma espécie da família Muscicapidae (presumivelmente devido à sua coloração notavelmente simples, não semelhante à de outros membros da família Mimidae).
O nome do gênero tem uma história nomenclatorial complicada. O gênero monotípico Galeoscoptes, proposto por Jean Cabanis em 1850, foi amplamente utilizado até 1907. Esse nome vem do latim galea “capacete” e do grego antigo skóptein (σκώπτειν, “repreender” ou “zombar”). Mas, como se viu, Dumetella era um sinônimo tecnicamente aceitável, embora as circunstâncias peculiares de sua publicação tenham deixado a identidade de seu autor sem solução até 1989. Como se viu, o nome do gênero foi publicado por C. T. Wood [en] em 1837. Sua descrição é um tanto excêntrica e foi publicada sob seu pseudônimo “S.D.W.”. Wood cita erroneamente sua fonte, a General Synopsis of Birds de John Latham, de 1783, chamando o pássaro de “tordo-gato”, provavelmente porque ele conhecia a espécie com esse nome da General Zoology de George Kearsley Shaw. O nome de Latham era “cat flycatcher”, análogo ao nome científico de Lineu.
Shaw (e posteriormente C.T. Wood) usou o nome específico de Louis Pierre Vieillot, felivox. Isso significa “voz de gato”, uma contração do latim felis (“gato”) e vox (“voz”). Vieillot, diferentemente dos autores anteriores, acreditava que o pássaro era um verdadeiro tordo (Turdus).
Embora os membros da família Mimidae fossem amplamente considerados da família Turdidae até a década de 1850, isso não era mais correto do que tratá-los como uma espécie da família Muscicapidae, já que essas três famílias são linhagens distintas da superfamília Muscicapoidea [en]. Em meados do século XX, os membros da família Turdidae e até mesmo a maioria dos indivíduos da família Sylvioidea [en] foram incluídos na família Muscicapidae, mas os membros de Mimidae não.
Por fim, os menores pássaros-gato-cinzentos das Bermudas, que têm rectrizes e rêmiges primárias proporcionalmente mais estreitas e curtas, foram descritos como subespécie bermudianus (“das Bermudas”) por Outram Bangs em 1901. Mas esse táxon nunca foi amplamente aceito e, atualmente, o pássaro-gato-cinzento também é considerado monotípico como espécie.

## Descrição
Os adultos pesam de 23,2 a 56,5 g, com uma média de 35 a 40 g. O comprimento varia de 20,5 a 24 cm e a envergadura de 22 a 30 cm nas asas. Entre as medidas padrão, a corda máxima da asa é de 8,4 a 9,8 cm, a cauda tem de 7,2 a 10,3 cm, o cúlmen tem de 1,5 a 1,8 cm e o tarso tem de 2,7 a 2,9 cm. Os pássaros-gato-cinzentos são cinza em quase toda a extensão. O topo da cabeça é mais escuro. As coberteiras da cauda inferior são cor de ferrugem, e as rêmiges e rectrizes são pretas, algumas com bordas brancas. O bico fino, os olhos, as pernas e os pés também são pretos. Os machos e as fêmeas não podem ser distinguidos por sua aparência; os comportamentos diferentes na época de reprodução geralmente são a única pista para o observador. A coloração dos filhotes é ainda mais simples, com as coberteiras inferiores da cauda de cor couro.

### Vocalizações
O nome dessa espécie se deve ao seu canto semelhante ao de um gato. Como muitos membros da família Mimidae (em particular, os beija-flores), ele também imita os cantos de outros pássaros, bem como os de sapos da família Hylidae e até mesmo sons mecânicos. O canto de alarme se assemelha ao canto silencioso de um pato-real macho.
O canto do pássaro-gato-cinzento é facilmente distinguido do canto do tordo-imitador (Mimus polyglottos) ou do debulhador-ruivo (Toxostoma rufum) porque o tordo-imitador repete suas frases ou “estrofes” de três a quatro vezes, o debulhador geralmente duas vezes, mas o pássaro-gato-cinzento canta a maioria das frases apenas uma vez. O canto é geralmente descrito como mais rouco e menos musical do que o do beija-flor.
Em contraste com os muitos pássaros canoros que escolhem um poleiro proeminente para cantar, o pássaro-gato-cinzento geralmente escolhe cantar de dentro de um arbusto ou de uma árvore pequena, onde fica oculto pela folhagem.

## Distribuição e habitat
Nativos da maior parte da América do Norte temperada a leste das Montanhas Rochosas, os pássaros-gato-cinzentos migram para o sudeste dos Estados Unidos, México, América Central e Caribe no inverno; com exceção de vagantes ocasionais, eles sempre ficam a leste da Cordilheira Americana. Eles são extremamente raros na Europa Ocidental. Normalmente presente nos locais de reprodução em maio, a maioria parte para os alojamentos de inverno em setembro/outubro; ao que parece, essa espécie está estendendo cada vez mais sua permanência na área de verão, com alguns atualmente permanecendo até o meio do inverno até o norte de Ohio. O pássaro-gato-cinzento é uma espécie migratória. A migração na primavera vai de março a maio e, no outono, do final de agosto a novembro.
O pássaro-gato-cinzento tende a evitar bosques densos e ininterruptos e não habita bosques de coníferas e pinheiros. Os pássaros-gato-cinzentos preferem um substrato vegetativo denso, especialmente se houver vegetação espinhosa. Matagais, bordas de bosques, terras agrícolas cobertas de vegetação e pomares abandonados geralmente estão entre os locais preferidos do pássaro-gato-cinzento. Nas Bermudas, seus habitats preferidos são o matagal e o pântano. Durante o inverno, o pássaro-gato-cinzento tem afinidade com matas ricas em frutos silvestres, especialmente nas proximidades de fontes de água.

## Comportamento

### Reprodução
Seu habitat de reprodução são áreas semiabertas com vegetação densa e baixa; eles também são encontrados em habitats urbanos, suburbanos e rurais. Nos meses de inverno, eles parecem se associar ainda mais aos seres humanos. Esses pássaros se alimentam principalmente no solo, em folhas, mas também em arbustos e árvores. Elas se alimentam principalmente de artrópodes e frutos silvestres. Nos meses de inverno, a Cymbopetalum mayanum [en] (Annonaceae) e a Trophis racemosa (Moraceae) dão frutos muito apreciados por essa espécie, e essas árvores podem ser plantadas para atrair o pássaro-gato-cinzento para parques e jardins.
Eles constroem um ninho volumoso em forma de xícara em um arbusto ou árvore, próximo ao solo. Os ovos são de cor azul-clara e o tamanho da ninhada varia de 1 a 5, sendo 2 a 3 ovos o mais comum. Ambos os pais se revezam na alimentação das aves jovens.

### Alimentação
Os pássaros-gato-cinzentos são onívoros e aproximadamente 50% de sua dieta é composta por frutas e frutos silvestres. Eles tendem a bicar mais frutas do que conseguem comer. Eles também comem larvas-da-farinha, minhocas, besouros e outros insetos. No verão, eles comem principalmente formigas, besouros, gafanhotos, lagartas e mariposas. Eles também comem bagas de azevinho, cerejas, bagas de sabugueiro, hera venenosa, louro e amoras. Eles também costumam bicar os ovos de outras espécies de pássaros, mas não se sabe se fazem isso para complementar sua dieta ou para reduzir a competição por alimentos de outros pássaros.

## Predação e ameaças
O pássaro-gato-cinzento pode ser atraído por sons de “pishing”. Os pássaros-gato-cinzentos não têm medo de predadores e respondem a eles de forma agressiva, balançando suas asas e caudas e emitindo seus sons característicos de miado. Eles também são conhecidos por atacar e bicar predadores que se aproximam demais de seus ninhos. Eles também destroem os ovos do parasita de ninhada, o chupim-mulato (Molothrus ater), depositados em seus ninhos, bicando-os.
Essa espécie é muito difundida e geralmente abundante, embora seus hábitos de reclusão muitas vezes a façam parecer menos comum do que é. Ela não é considerada ameaçada pela IUCN devido à sua ampla área de distribuição e número de indivíduos.
Nas Bermudas, no entanto, os pássaros-gato-cinzentos já foram muito comuns, mas seu número foi bastante reduzido nos últimos anos devido ao desmatamento e à predação dos ninhos por espécies introduzidas (incluindo o bem-te-vi Pitangus sulphuratus e o estorninho-malhado Sturnus vulgaris). Nos Estados Unidos, essa espécie recebe proteção legal especial de acordo com o Lei do Tratado sobre Aves Migratórias de 1918.

## Galeria

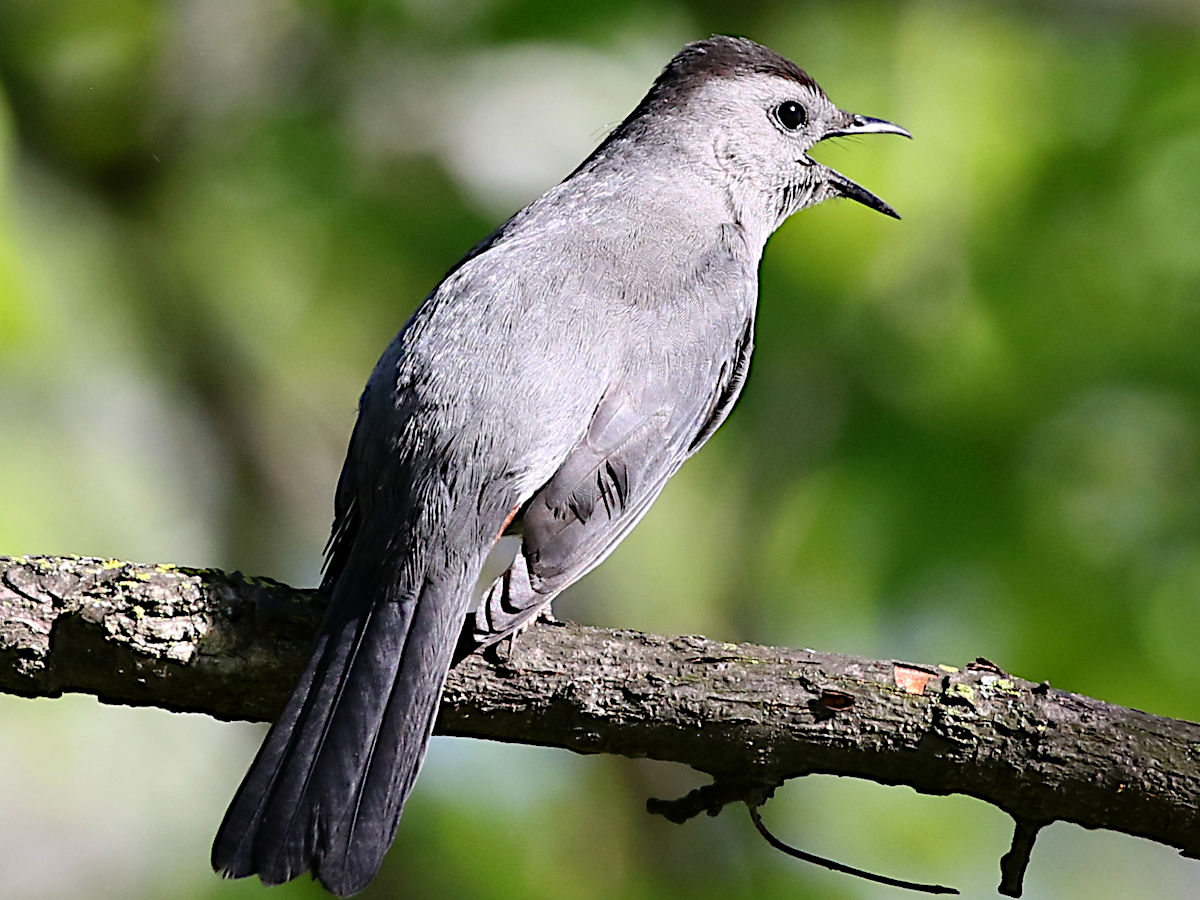
Naperville Riverwalk, Illinois.
- Adulto emitindo sons de gato no Wildwood Preserve Metropark, Ohio.
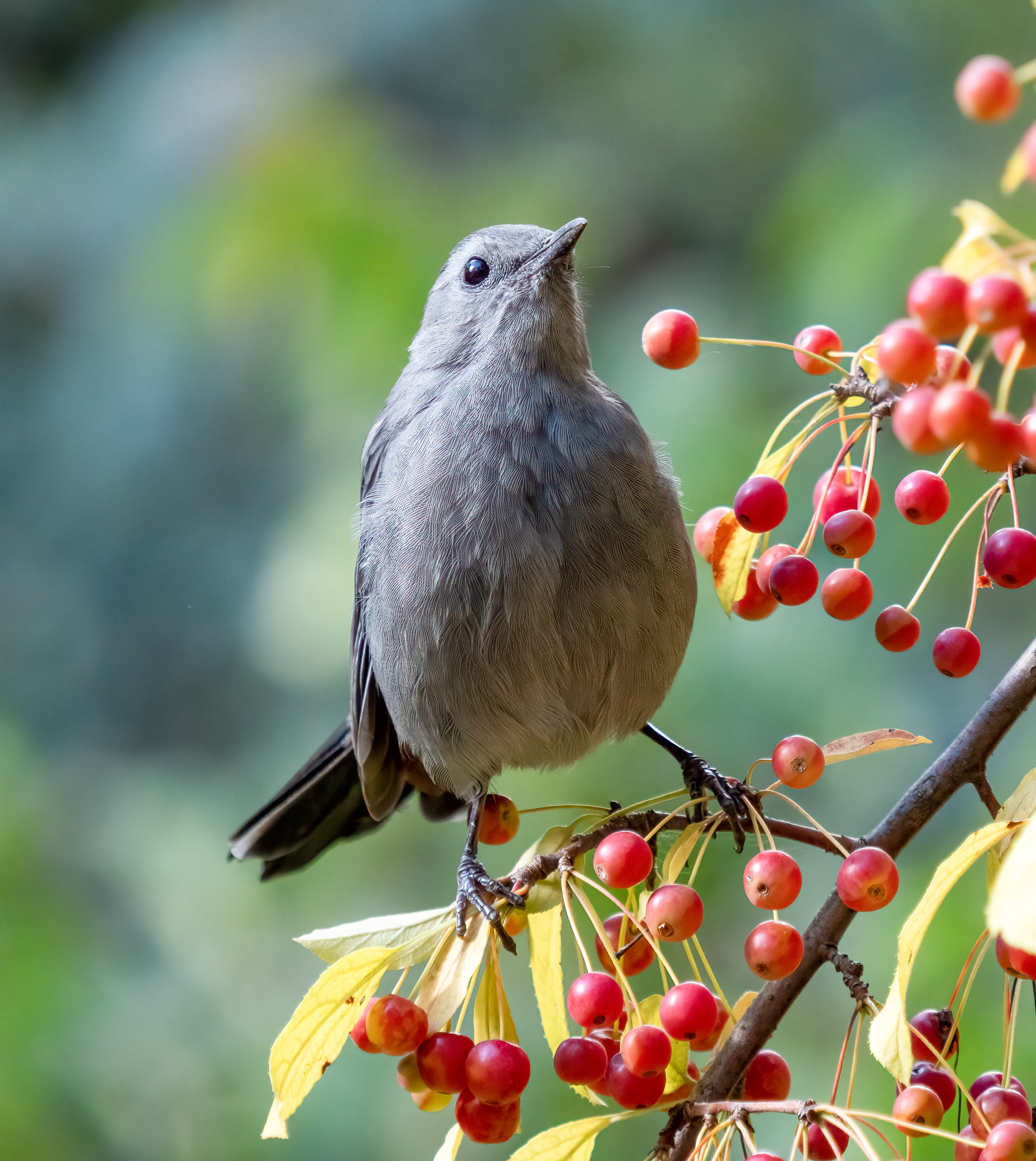
Em uma macieira em Nova York.
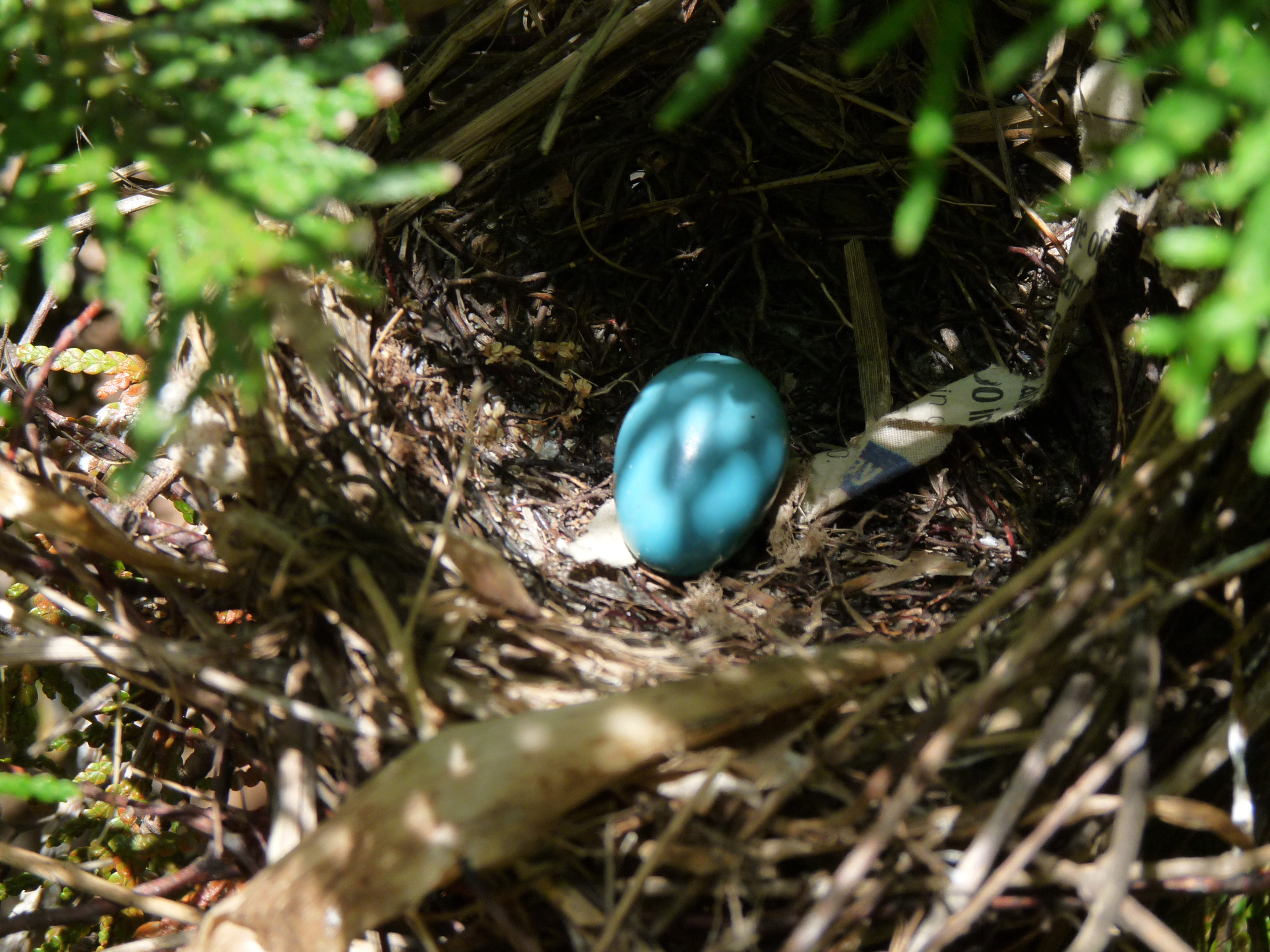
Ninho e ovo em um arbusto de cedro a 4 pés acima do solo.
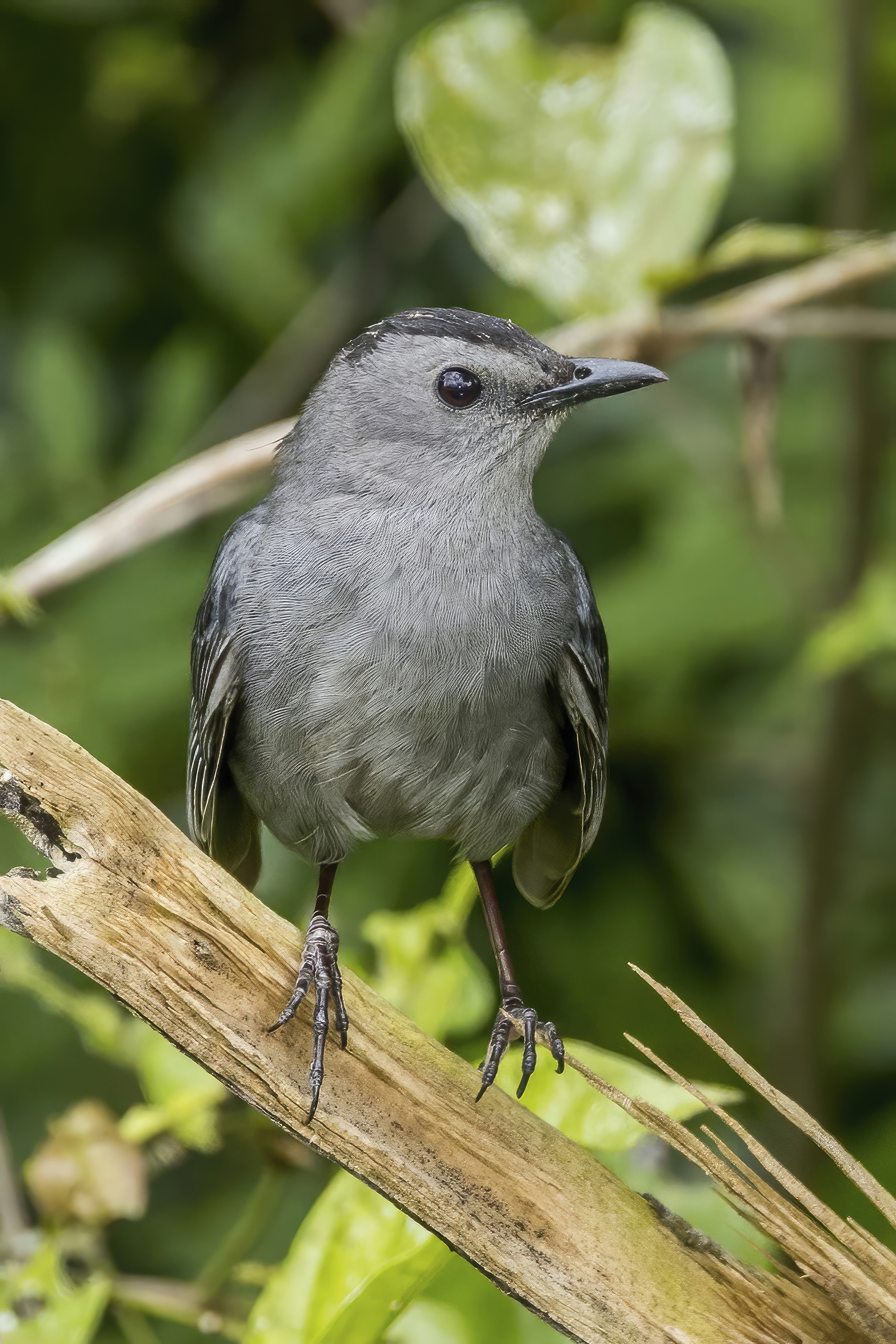
Em Belize.
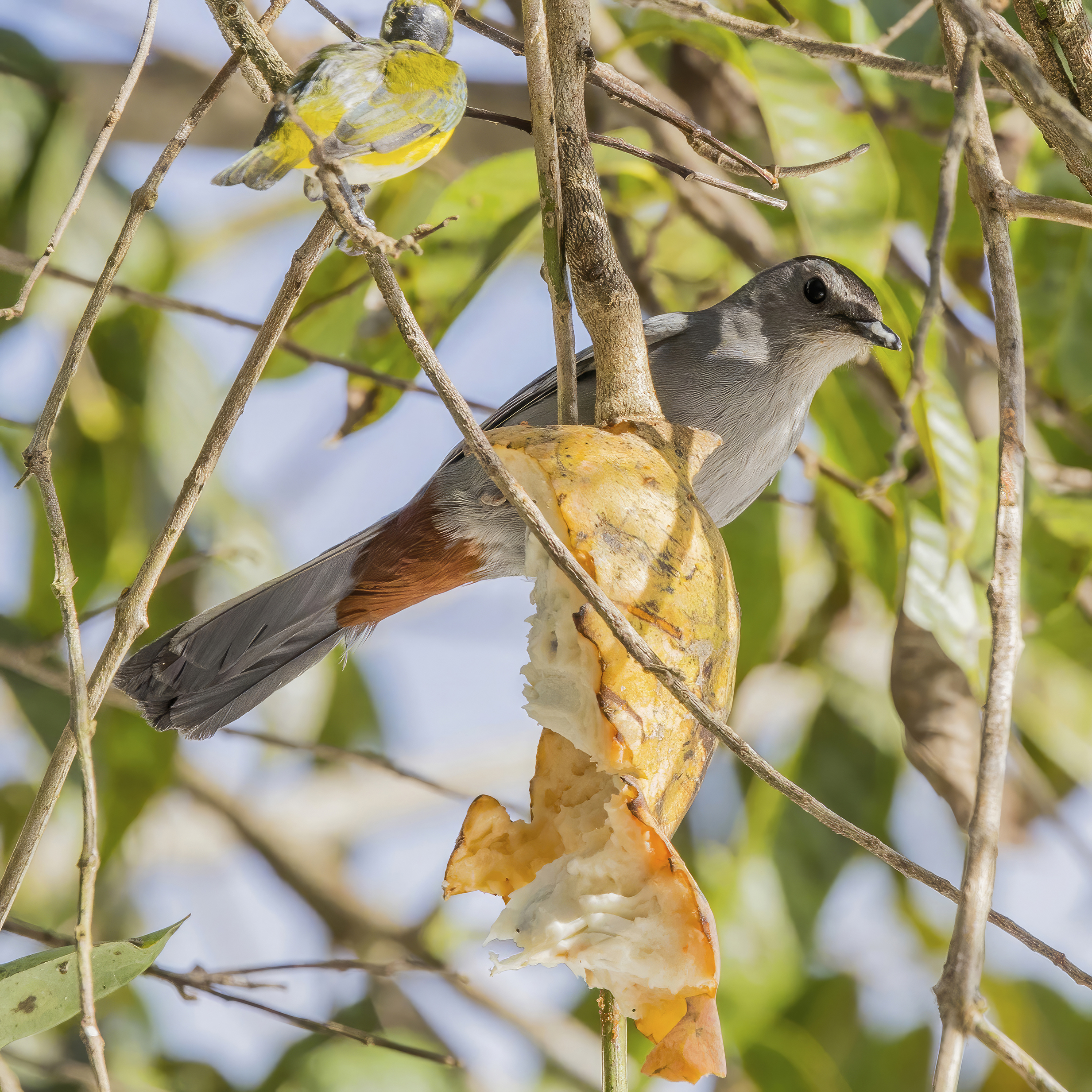
Alimentando-se de anonáceas (Annona reticulata).
- Vocalização elaborada, não semelhante à de um gato.